# Астаповський Володимир Олександрович
Володимир Олександрович Астаповський (рос. Владимир Александрович Астаповский; нар. 16 липня 1946, Брянськ, РРФСР — пом. 12 квітня 2012, Москва, Росія) — радянський футболіст, воротар, вихованець футбольний школи «Динамо» (Брянськ). Майстер спорту СРСР міжнародного класу (1976). Заслужений майстер спорту Росії (2003).

## Життєпис
Закінчив Військовий інститут фізичної культури.
Розпочинав грати у футбольній школі «Динамо» (Брянськ) у тренера Йосипа Мочаніса. В середині 60-х поїхав до Баку, де навчався в морехідному училищі та виступав за команду вищевказаного училища.
Водночас Астаповський навчався і в футбольній школі бакинського «Нафтовика» у заслуженого тренера СРСР Артема Григоровича Фальяна. У 1964 році вже викликався в юнацьку збірну Азербайджану, виступав у складі «Нафтовика» у всесоюзних юнацьких змаганнях.
У 1965 році призваний на флот, рік провів на морі — служив на торпедному катері. На флоті встигав займатися спортивними іграми, згодом переведений на берег. Його помітив головний тренер армійської команди СКЧФ (Севастополь), яка виступала в класі «Б», Володимир Никаноров і запросив до клубу. Незважаючи на те, що Никаноров незабаром покинув команду, Астаповський залишився, дебютувавши у 1968 році в основному складі.
У ЦСКА прийшов на початку сезону 1969. Розпочинав третім воротарем. У сезоні 1969 роки не провів жодного матчу за ЦСКА, навіть за дубль, оскільки у армійців було два досвідчених воротарі — Юрій Пшеничников та Леонід Шмуц.
За армійців дебютував 8 березня 1970 року в матчі проти донецького «Шахтаря». Основним воротарем клубу став у сезоні 1972 року.
Навесні 1975 року провів, на його думку, один з найпам'ятніших матчів у кар'єрі — проти київського «Динамо» (яке через 2 тижні виграло Кубок кубків). Незважаючи на те, що ЦСКА програв з рахунком 0:3, найкращим гравцем матчу визнали Володимира Астаповського. Після цієї гри отримав виклик до олімпійської збірної СРСР, а з кінця 1975 року став основним воротарем національної збірної.
У складі олімпійської команди завоював бронзу Олімпіади 1976, а за підсумками року визнаний найкращим футболістом країни.
Останню гру за збірну провів 30 квітня 1977 проти збірної Угорщини, в якій радянські футболісти поступилися з рахунком 1:2.
У 1980 році, після приходу в ЦСКА Олег Базилевича, покинув команду.
У 1981-1982 роках грав за СКА (Хабаровськ). Однак команді особливо нічим не допоміг і незабаром завершив кар'єру.
Потім деякий час залишався поза футболом — служив у Збройних Силах, на Камчатці в званні капітана. Ремонтував техніку й грав за команду місцевого таксопарку. Потім перевівся в підмосковну Кубинку. 
З кінця 1980-х років на тренерській роботі. Півроку працював тренером в Мозамбіку з армійським клубом з міста Нампула. Повернувшись до Москви, пішов з армії, працював водієм, охоронцем.
Працював у ДЮСШ ЦСКА та ДЮСШ «Спартак» Москва (з 2004 року). Три роки тренував воротарів у жіночій команді підмосковного Красноармійська. Одночасно продовжував грати в ветеранських турнірах.
Останні роки багато хворів. Помер в Москві 12 квітня 2012 року. Похований на Хованському кладовищі.

## Стиль гри
Як воротар відрізнявся чудовою реакцією, був дуже сильний в грі на лінії воріт, в умінні відбивати удари з близької відстані і пенальті.

## Досягнення
- Чемпіонат СРСР
  -  Чемпіон (1): 1970 (золотої медалі не отримував через невелику кількість зіграних матчів у сезоні)

- Олімпіада
  -  Бронзовий призер (1): 1976

- У списку 33 найкращих футболістів сезону в СРСР (2): № 1 (1976); № 2 (1975).

- Воротар року (1976)
- Найкращий футболіст СРСР 1976 року

## Особисте життя
Дружина Галина. Доньки Тетяна й Вікторія (працюють в туристичному бізнесі).